# Peter Herbolzheimer
Peter Alexandru Herbolzheimer (ur. 31 grudnia 1935 w Bukareszcie, zm. 27 marca 2010 w Kolonii) – niemiecki puzonista, aranżer, kompozytor i bandlider jazzowy.

## Życiorys
Urodził się w komunistycznej Rumunii, z której w 1951 wyemigrował razem z rodziną do Niemiec. Ojciec, Harry, był Niemcem, matka, Clairette – Rumunką pochodzienia żydowskiego. W Rumunii początkowo uczęszczał na prywatne lekcje, a następnie do szkoły katolickiej, z której został przeniesiony do szkoły luterańskiej dla mniejszości niemieckiej. Po przyjeździe do Norymbergi chodził do tamtejszej szkoły do wakacji 1953, kiedy to w ramach wymiany uczniowskiej wyjechał do Stanów Zjednoczonych. Już wówczas interesował się jazzem. Za oceanem ukończył szkołę średnią w Highland Park w stanie Michigan, ale ze względu na ograniczenia czasowe wizy turystycznej, musiał opuścić Amerykę. Chciał jednak wrócić i rozpoczął skuteczne starania o wizę imigracyjną. Uzyskał bowiem stypendium zawodowe dla projektanta w General Motors w Detroit. Już za oceanem dorabiał jako nauczyciel gry na gitarze w firmie Wurlitzer, produkującej instrumenty muzyczne i szafy grające.
W 1957 na święta Bożego Narodzenia powrócił do Niemiec, albowiem jego przyszła żona, Gisela, nie otrzymała wizy amerykańskiej. W styczniu 1958 wziął z nią ślub. Postanowił pozostać w Norymberdze i pracować w firmie ojca. Ponadto przez rok studiował w miejscowym konserwatorium i zaczął grać na puzonie wentylowym, uczestnicząc w występach tzw. otwartego mikrofonu. W 1961 zdecydował zająć się wyłącznie muzyką i sformował swoją pierwszą grupę – septet. Do 1964 koncertował z nią w Niemczech, Finlandii, Szwecji i Libii. Później zatrudnił się w tanecznej orkiestrze radiowej w Norymberdze. Grał też w Sender Freies Berlin Orchestra oraz znanych niemieckich zespołach Berta Kaempferta i Maxa Gregera, dla których również aranżował repertuar. W 1968 otrzymał propozycję pracy dla kierującego kilkoma projektami muzycznymi saksofonisty, bandlidera i dyrygenta Hansa Kollera, i przeprowadził się z rodziną do Hamburga. W tym czasie już jako renomowany aranżer podjął decyzję o pracy wyłącznie na własne konto.
W 1969 założył The Rhythm Combination and Brass (RC&B), orkiestrę o oryginalnym instrumentarium z wyeksponowaną sekcję „blachy” i tylko jednym saksofonem. Grali w niej muzycy z wielu krajów Europy i Stanów Zjednoczonych. RC&B często koncertowała w Niemczech i za granicą (również w Polsce m.in. na festiwalach „Jazz Jamboree” w 1975 i 1987), występowała w radiu i telewizji, oraz dokonywała licznych nagrań. Szybko stała się czołowym big-bandem Europy. Jej stylistyka ewoluowała od jazz-rocka, przez jazz z elementami latynoskimi, nurt straight-ahead aż do swingowej klasyki big–bandowej. Dziełem Herbolzheimera były aranżacje niemal całego repertuaru RC&B. W latach 70. jego zespół (w większości złożony z muzyków RC&B) z powodzeniem występował w telewizji publicznej ZDF i na tournées z programem „gali jazzowej” z gościnnym udziałem takich gwiazd jazzu, jak Ella Fitzgerald, Benny Goodman, Dizzy Gillespie, Clark Terry, Gerry Mulligan, Stan Getz, Nat Adderley, Esther Phillips, Gary Burton, Toots Thielemans i Albert Mangelsdorff. Często pojawiał się także na międzynarodowych festiwalach jazzowych, m.in. we francuskim Antibes.
W 1972 wraz z Dieterem Reithem i Jerrym van Rooyenem stworzył muzykę na otwarcie Letnich Igrzysk Olimpijskich w Monachium. Za to i pozostałe dokonania został odznaczony w 1973 Krzyżem Kawalerskim Orderu Zasługi Republiki Federalnej Niemiec. W 1974 zdobył pierwszą nagrodę w Concours international de compossition de themes de jazz w Monako.
Od 1987 do 2006 był dyrektorem muzycznym Bundesjazzorchester (BuJazzO), niemieckiej młodzieżowej orkiestry jazzowej, która z czasem przerodziła się w instytucję artystyczno-edukacyjną. W jej ramach prowadził m.in. warsztaty i kliniki jazzowe. W 1997 – odbywając tournée w Republice Południowej Afryki – był oficjalnie delegowanym przedstawicielem Niemiec na koronację króla Lesotho Letsiego III. W 2007 został dyrektorem muzycznym, aranżerem i dyrygentem European Jazz Band, z którym koncertował na europejskich tournées do 2009. Ponadto komponował i aranżował muzykę do filmów fabularnych: Das Traumhaus (1980), Abgehauen (1998) i Schtonk! (1992) oraz serialu telewizyjnego So lebten sie alle Tage (1984). Przez szereg lat pełnił obowiązki prezesa Union Deutscher Jazzmusiker (UDJ), a potem został dożywotnim prezesem honorowym związku. Był także wraz żoną właścicielem wydawnictwa publikującego jego prace kompozytorskie i aranżerskie.
Zmarł w Kolonii, gdzie mieszkał od długiego czasu. Miał 74 lata.

## Muzycy RC&B
Allan Botschinsky, Philip Catherine, Art Farmer, Herb Geller, Duško Gojković, Palle Mikkelborg, Nippy Noya, Niels-Henning Ørsted Pedersen, Dieter Reith, Alex Riel, Ack van Rooyen, Bo Stief, Grady Tate, Jiggs Whigham

## Wybrana dyskografia
- 1970 Soul Condor – Certain Lions & Tigers (Polydor)
- 1972 The MPS Rhythm Combination & Brass – My Kind Of Sunshine (MPS/BASF)
- 1973
  - Waitaminute – Rhythm Combination & Brass – Leader: Peter Herbolzheimer  (MPS/BASF)
  - Rhythm Combination & Brass – Peter Herbolzheimer – Wide Open (MPS/BASF)
- 1974 Scenes – Peter Herbolzheimer Rhythm Combination & Brass – Live at Ronnie Scott’s Club (MPS/BASF)
- 1976
  - Jazz Gala Concert – Jazz Gala Big Band Orchestra Conducted by Peter Herbolzheimer (Atlantic)
  - Rhythm Combination and Brass/Gustaw Brom Big Band – Jazz Jamboree 75, Vol. 1 (Muza)
- 1977 Jazz Gala 77 – All Star Big Band (Telefunken)
- 1978 Peter Herbolzheimer Conducted the Soft Sound Orchestra (Marifon)
- 1988 BuJazzO 1 – Bundesjazzorchester – Peter Herbolzheimer (Deutsche Harmonia Mundi)
- 1989 Hifi Visionen – Bundesjazzorchester – Peter Herbolzheimer (Hifi Vision)
- 1992 BuJazzO Vol. 2 – Bundesjazzorchester – Peter Herbolzheimer (Deutsche Harmonia Mundi)
- 1997 Colors of a Band (Mons Records)

Zestawienie wg dat wydania płyt

## Odznaczenia i nagrody
- 1973 Krzyż Kawalerski Orderu Zasługi Republiki Federalnej Niemiec
- 1974 I nagroda w Concours inernational de compossition de themes de jazz w Monako
- 1998 Frankfurter Musikpreis[3]
- 2000 Jazzpreis Burghausen[3]
- 2001 Krzyż Oficerski Orderu Zasługi Republiki Federalnej Niemiec